# 後藤崇太
後藤 崇太（ごとう そうた、1990年10月9日 - ）は、日本のアイドルである。

## 人物
- 趣味は、バスケットボールや釣り。

## 出演

### テレビドラマ
- 仮面ライダードライブ 第27話（2015年4月26日、テレビ朝日） - 相馬良 役

### 舞台
- トウキョウ演劇倶楽部プロデュース公演Vol.7「ブラックジャックによろしく　〜がん患者編〜」（2014年9月3日 - 8日、六行会ホール）

### テレビ番組
現在
なし。
過去
- Youドキッ!たいむ（富山テレビ）